# پردسر
محله پُردسَر لاهیجان از قدیمی‌ترین محلات شهر لاهیجان بوده که دروازه ورودی شهر نیز محسوب می‌شود. وجود پل تاریخی ۷۰۰ ساله «پل خشتی» (خشته پل) گواه بر قدمت این محل دارد.

## وجه تسمیه
کلمه (پُرد) در زبان و گویش گیلکی بمعنی پل است. چون این محله در مجاورت پل رودخانه لاهیجان سیم رود یا سیم جو بوده، بنام پُردسَر (سرپل) معروف شده و با همین نام خوانده می‌شود. پل مذکور بعدها به صورت پل خشتی تحدید بنا شده و هم‌اکنون به صورت یکی از زیباترین آثار تاریخی شهر درآمده است. محله پردسر به دلیل واقع شدن در مسیر پل تاریخی (پل خشتی یا خشته پل) که در واقع دروازه ورودی شهر نیز محسوب می‌شود، از پر ترددترین محلات شهر است.

## موقعیت جغرافیایی
محله پردسر در قسمت غربی و در ورودی شهر لاهیجان قرار داشته و به فاصله ۴۰ کیلومتری از شهر رشت وافع شده‌است.

## مکانهای مشهور

### پل تاریخی پردسر (پل خشتی)
در منتهی‌الیه محله پردسر بر روی رودخانه لاهیجان (سیم رود یا سیم جو) پل بسیار محکم و استواری جلب نظر می‌کند. میر ظهیرالدین مرعشبی در ذکر وقایع سال ۸۱۲ می‌نویسد این پل بدستور مولانا نعمت ا.. . طبیب ثوابا الله تعالی از خشت و سنگ و آهک بر روی سیم رود (رودخانه لاهیجان) احداث گردیده است. معمار پل استاد یعقوب رویانی است. این پل بنا به اقوالی حدود ۱۷۰ سال پیش تخریب که توسط مردی خیر بنام «حاج جعفر کاشانی»، پل آجری کنونی بحای پل قدیمی احداث گردید. بعدها بدستور عمه حاتج امین الدیوان مرمت و در سال ۱۲۷۱ نیز بدست تاجر لاهیجانی بنام «حاجی قربان» مجدداً مورد تعمیرات اساسی قرار گرفت بنظر می‌رسد که پل احداثی حاجی جعفر کاشانی بر روی سیمرود باقی‌مانده پلی باشد که حانیه در جوار ان پل بتنی احداث گردیده و فاصله ان با پل مولانا نعمت ا حدوداً از۵۰۰ متر تجاوز نمی‌کند. پل اجری کنونی دارای دو دهنه بزرگ اصلی و دو دهنه کوچکتر است که به‌طور متناوب (یک در میان) ساخت شده‌است. عرض دهانه بزرگ ۷۰/۱۲ متر و ارتفاع از سطح اب حدود ۵/۱۰ متر عرض دهانه کوچکتر ۳۰/۲ متر و ارتفاع آن‌ها از سطح زمین ۵/۱ متر است طاقهای هر چهار چشمه پل جناقی تیز است راهروئی در پایه میان دو دهنه بزرگ بنا شده که عرض ان ۵۰/۱ متر است. در طرفین پلا جانپناهی به ارتفاع ۸۰ سانتی‌متر ساخته شده عرض پل در سطح بدون احتساب جان پناه ۷۰/۴ متر و طول ان ۷۰ متر است. جلوی پایه اصلی طاق بزرگ و پهلوی دهانه کوچک جنوبی سیل برگردان مدور بنا شده‌است م سطح پل از سنگهای قلوه‌ای رودخانه‌ای مفروش است از دیگر آثار تارخی و مذهبی محله پردسر می‌توان از دو مسجد مزار ملاعاقل (عاقلیه) و بقعه آقا سید ابراهیم (میر ابراهیم و مقبره آقا سید مرتضی را نام برد. مضافاً به اینکه در جوار آرامگاه آقا سید مرتضی دومین گورستان مهم و بزرگ شهر قرار گرفته و بقعه آقا سید مرتضی را رد محوطه خود جای داده است. این پل تاریخی بخشی از مسیر جاده ابریشم بوده‌است و به این دلیل تجارت ابریشم در لاهیجان (شهر ابریشم) رونق بسیار داشته‌است.

### بهشت عاقلیه
بهشت عاقلیه از آرامستانهای قدیمی شهر محسوب می‌شود که بقعه تاریخی ملا عاقل در آن واقع شده‌است. مجاورت این قبرستان قدیمی با رودخانه سیم رود و پل خشتی نمای زیبایی به این مکان داده است. این مکان اخیراً بدست عده‌ای از خیرین باز سازی شده‌است.

### کارخانه چای و محصولات گلستان
کارخانه چای گلستان از بزرگترین و مشهورترین کارخانه چای لاهیجان و کشور است که در محوده محله‌های پردسر و کاروانسرابر واقع شده‌است. شرکت گلستان علاوه بر تولید چای محصولاتی چون کشمش، برنج، بادام، لوبیا و … را در این مجموعه بزرگ بسته‌بندی کرده و به بازار داخلی و خارجی وارد می‌نماید. بخش عظیمی از این کارخانه در سال ۸۸ دچار آتش‌سوزی و نابود شد.

### کارخانه چای مظفر
این کارخانه در مجاورت رودخانه سیم رود و در بین باغات چای همان منطفه استوار گردیده است. چای مظفر یکی از پرکیفیت‌ترین چای لاهیجان محسوب می‌شود. این کارخانه روزانه حدود ۲۰ تن برگ سبز را به چای خشک تبدیل می‌کند.

### آرامگاه آقا سید مرتضی
آرامگاه آقا سید مرتضی دومین قبرستان مهم و بزرگ شهر است که قبور بسیاری از بزرگان شهر را در خود جای داده است. این قبرستان به تازگی به‌کلی مرمت شده‌است.

### اماکن اداری واقع شده در محله پردسر
- دفتر امام جمعه
- دادگستری لاهیجان
- سپاه پاسداران ناحیه لاهیجان
- اداره بازرسی شهرستان لاهیجان
- خانه معلولین و سالمندان
- اداره تعاون روستایی شهرستان لاهیجان
- ستاد فرماندهی نیروی انتظامی شهرستان لاهیجان
- مسجد جامع شهرستان لاهیجان

### سایر اماکن محله پردسر
- بازار میوه و تره بار پردسر
- حمام تاریخی پردسر
- ورزشگاه عاقلیه
- بقعه متبرک میر جمال الدین اشرف موسی کاظم

(ع)
- مسجد چهار پادشاه
- بازار بزرگ عالیه [۱۲]

## بزرگان محله پردسر
- خاندان محصصی

«خاندان محصص از خانواده‌های معروف و مرفه لاهیجان بودند و در تجارت برنج و ابریشم شهرت داشتند. ایشان پانزده خانواده بودند که در محله پردسر لاهیجان سکونت داشتند. از میان آنها سه برادر بودند که یکی از آنها پدر اردشیر و ایراندخت بود و دیگری پدر بهمن و یکی دیگر از برادرها پسری داشت که همکلاس من بود و او هم آدم غریبی بود و در جوانی خودکشی کرد. همه محصص‌ها کاراکتر غریبی داشتند.» به نقل از حسین محجوبی
سرور مهکامه محصص لاهیجانی، مادر اردشیر بود که دوستی نزدیکی با پروین اعتصامی داشت و خود او نیز از شاعران آن دوران بود. عباسقلی محصص، پدر او نیز از قضات سال‌های ابتدایی سده اخیر شمسی بود که در دوران کودکی اردشیر در اثر عارضه قلبی مُرد. اردشیر از دانشگاه تهران در رشته حقوق فارغ‌التحصیل شد اما حقوق را رها کرد و به سراغ همان چیزی رفت که از کودکی گریبانش را گرفته بود. خواهر او، ایراندخت محصص نیز استاد کاریکاتور و نظریه‌پرداز هنری است. او پسرعموی بهمن محصص، مجسمه‌ساز و نقاش است.
- خاندان مظفری (مظفرنوری)

مالک کارخانه چای مظفر و مناطق وسیعی از باغات چای مجاور